# Célula gigante de Aschoff

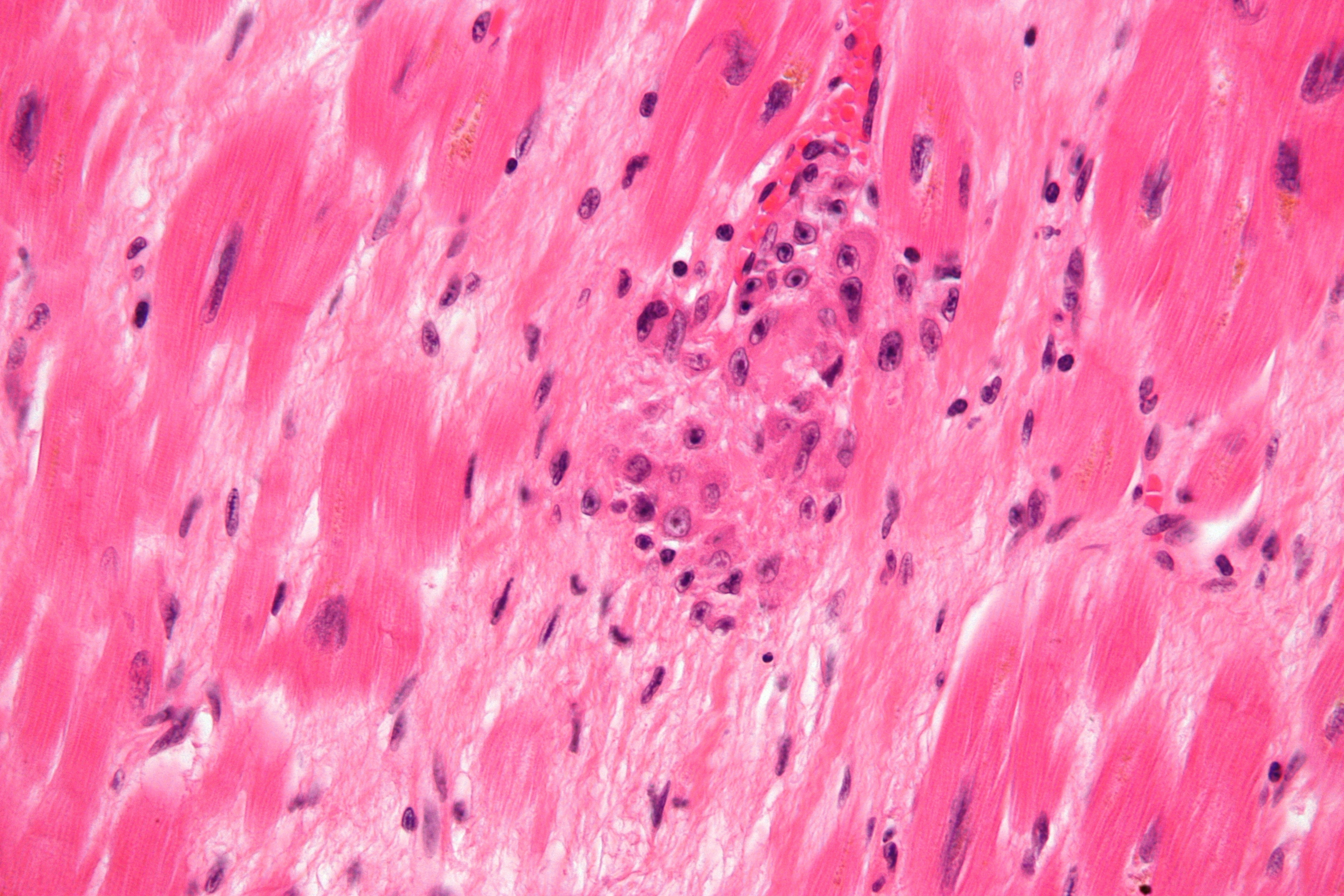
Tinción hematoxilina-eosina donde se aprecian células de Aschoff enfermedad reumática del corazón.

En patología, las células de Aschoff o células gigantes de Aschoff (así llamadas por el médico y patólogo alemán Ludwig Aschoff) son células asociadas con enfermedad reumática cardiaca. Se encuentran en los cuerpos de Aschoff que rodean centros de necrosis fibrinoide. En comparación con las células de Anitschkow, su citoplasma es más basófilo y puede contener hasta cuatro núcleos. Aschoff creía que las células gigantes de Aschoff eran algún tipo de tejido conjuntivo o endotelial. Hoy se considera que las células de Aschoff derivan de miocitos cardíacos más que células de tejido conjuntivo.